# Karl Volkers
Karl Volkers, auch Carl Volkers (* 28. Mai 1868 in Düsseldorf; † 12. Mai 1949 in Neuhaus, Landkreis Lüneburg), war ein deutscher Pferdemaler der Düsseldorfer Schule.

## Leben
Karl Volkerts, Sohn des Düsseldorfer Pferdemalers Emil Volkers, nahm wie seine Brüder Fritz und Max Unterricht bei seinem Vater und an der Kunstakademie Düsseldorf, die er von 1879 bis 1885 besuchte. Dort waren Adolf Schill, Hugo Crola, Heinrich Lauenstein, Eduard von Gebhardt und Peter Janssen der Ältere seine Lehrer. Wie sein Vater und sein Zwillingsbruder Fritz wurde Karl Volkerts ein ausgewiesener Pferdemaler. Unter anderem porträtierte er berühmte Pferde im Hauptgestüt Trakehnen in Ostpreußen. Volkers heiratete Elisabeth Möller, eine Tochter des Tierarztes Heinrich Möller aus dessen Ehe mit Rosa Settegast, einer Tochter des Agrarwissenschaftlers Hermann Settegast.